# Marienbrunnen (Krefeld)

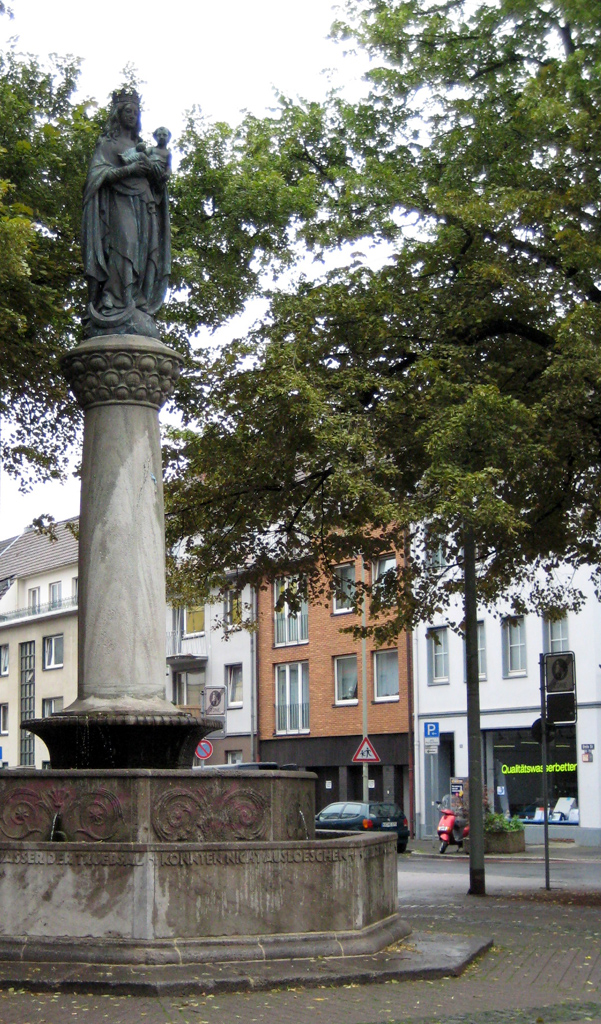
2007

Der Marienbrunnen befindet sich auf dem Dionysiusplatz an der katholischen Kirche St. Dionysius in Krefeld, einem ehemaligen, 1756 angelegten Begräbnisplatz. Die Bronze-Statue auf der Mariensäule ist der Heiligen Mutter Maria gewidmet.
Der Entwurf stammt von Architekt M. E. Schneiders, Stadtbauamt Krefeld. Der Bildhauer war Wilhelm Ohly aus München. Das Bronzebildwerk wurde von der Gießerei Brandstetter, München, gegossen. Der Brunnen besteht aus zwei achteckigen Brunnenbecken. Er wurde am 23. Juli 1922 eingeweiht. Auf dem Brunnen befindet sich die Inschrift:
ERRICHTET NACH DEM

WELTKRIEGE 1914/1918

IM JAHRE 1922

VON DEN KATHOLIKEN CREFELDS

FRIEDENSKÖNIGIN BITT’ FÜR UNS

DIE VIELEN WASSER DER TRUEBSAL

KONNTEN NICHT AUSLOESCHEN

DIE LIEBE ZU DIR O MARIA 
Südöstlich erstreckt sich das Einkaufszentrum Schwanenmarkt. Weitere Mariensäulen befinden sich in Uerdingen und in Fischeln.